# 京極高正
京極 高正（きょうごく たかまさ、生没年不詳）は、江戸時代後期の高家旗本。父は京極高以。通称は鋼之丞、采女。

## 生涯
文化5年（1808年）12月25日、家督を相続する。生涯、表高家衆に所属し、高家職には登用されなかった。文化6年（1809年）4月1日、将軍徳川家斉に御目見する。
天保3年（1832年）、家督を子の高福に譲った。